# 下大野村 (秋田県)
下大野村（しもおおのむら）は秋田県北秋田郡にあった村。現在の北秋田市北西部、阿仁川両岸、秋田内陸縦貫鉄道秋田内陸線合川駅の北西一帯にあたる。

## 地理
- 山：蟹沢山
- 河川：阿仁川

## 歴史
- 1892年（明治25年）4月11日 - 大野村の分割により、大字木戸石・八幡岱新田・増沢の区域をもって発足。
- 1955年（昭和30年）3月31日 - 上大野村・落合村・下小阿仁村と合併して合川町が発足。同日下大野村廃止。

## 著名出身者
- 畠山義郎 (村長)